# فورد ماستنگ (نسل ششم)
نسل ششم فورد ماستَنگ (اِس۵۵۰) یک خودروی پونی است که از سال ۲۰۱۴ تا ۲۰۲۳ توسط فورد تولید می‌شد. برخلاف مدل‌های قبلی ماستَنگ، نسل ششم ماستَنگ شامل سیستم تعلیق عقب کاملاً مستقل در همهٔ مدل‌ها و همچنین یک موتور ۴ سیلندر ۲٫۳ لیتری اکوبوست توربوشارژ و تزریق مستقیم می‌شد. ماستَنگ به‌عنوان خودروی مدل سال ۲۰۱۵ معرفی شد و همزمان بود با پنجاهمین سالگرد فورد ماستَنگ، که به‌عنوان خودروی مدل سال ۱۹۶۵ در ۱۷ آوریل ۱۹۶۴ معرفی شده بود.
نسل ششم همچنین نخستین سری فورد ماستَنگ بود که در سطح جهانی به بازار عرضه شد و به فروش رسید و نخستین باری بود که ماستَنگ‌های راست فرمان کارخانه‌ای علاوه بر مدل‌های فرمان چپ تولید شدند. این سیاست، بخشی از طرح تجاری "One Ford" بود که برای فورد فیستا، فورد فوکوس، فورد فیوژن / فورد موندئو، فورد اسکیپ / فورد کوگا، فورد اج، فورد ترانسیت کانکت، و فورد ترانسیت و همچنین سایر مدل‌ها اعمال می‌شود.

## داخل

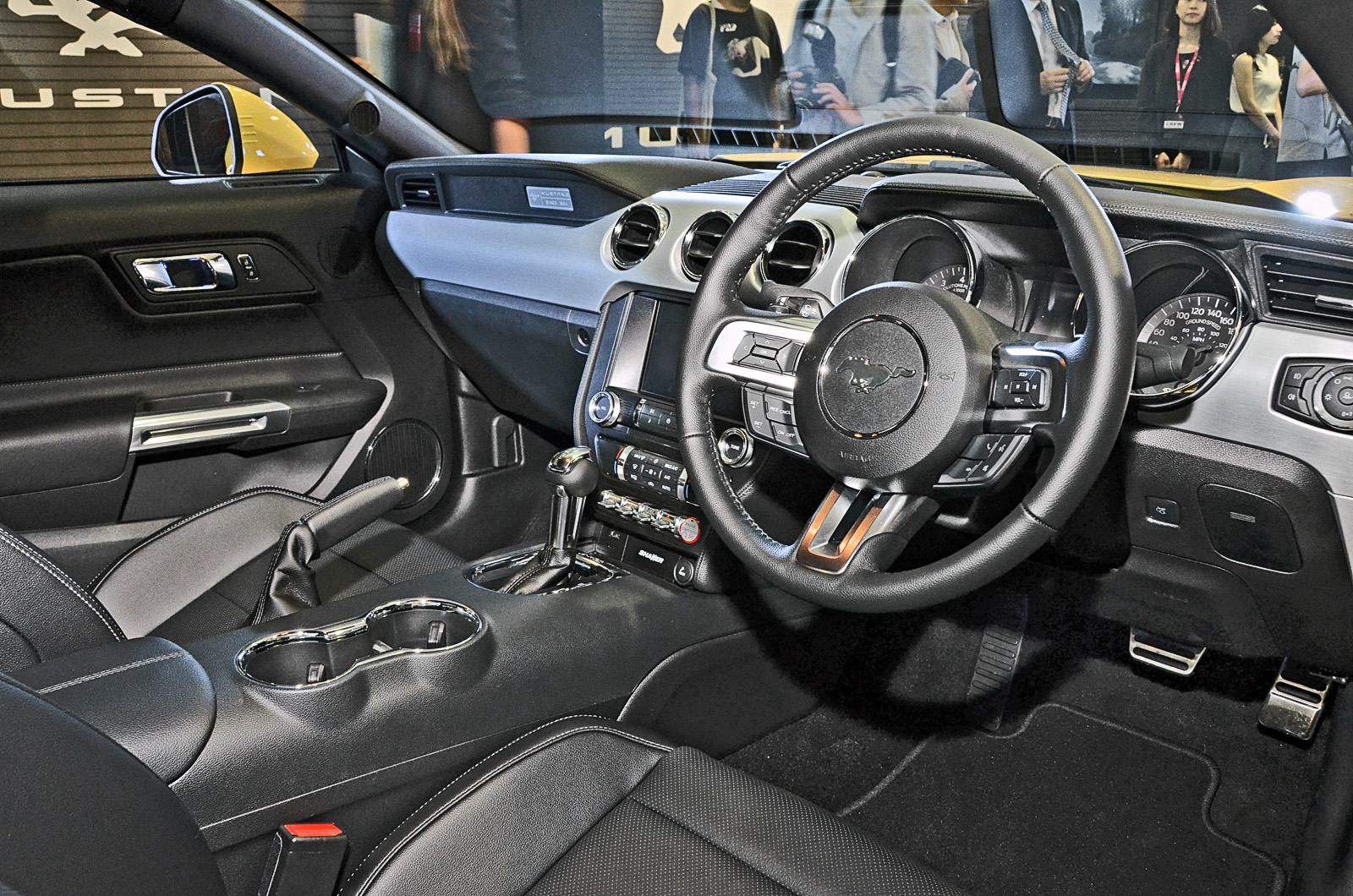
داخل

سبک بدنهٔ داخلی ماستَنگ شبیه کابین خلبان هواپیما همراه با افزایش عرض بدنه و کابین بزرگ‌تر شبیه به فورد جی‌تی است. این طراحی فضای بیشتری را در عقب خودرو به سرنشینان عقب می‌دهد.
یک برچسب فلزی روی داشبورد، نشان و آرم فورد ماستَنگ "Running Horse" (اسب در حال دویدن) را دارد.

### فناوری‌ها
ویژگی‌های استاندارد تمامی نسل ششم ماستَنگ‌های فورد عبارت‌اند از: ورود کلید مجاورتی با سنسورهای لمسی نصب‌شده در در و ورود بدون کلید، سیستم استارت دکمه‌ای، استریو AM/FM با پخش‌کنندهٔ CD/MP3 تک دیسک، نمایشگر LCD رنگی، فورد SYNC. سیستم با تلفن هندزفری بلوتوث و پخش صدای استریو بی‌سیم A2DP, یواس‌بی/آی‌پاد و جک‌های ورودی صوتی کمکی ۳٫۵ میلی‌متری، صفحه نمایش اطلاعات درایور LCD رنگی مرکزی، سیستم کنترل کشش الکترونیکی (ETCS)، سیستم کنترل پایداری الکترونیکی (ESCS)، سیستم ترمز ضد قفل (ABS)، کیسه هوای SRS نصب شده در جلو و اطراف، تماس خودکار با ۹۱۱ پس از باز شدن کیسهٔ هوا و سیستم دوربین پشتیبان عقب.

ویژگی‌های اختیاری شامل رادیوی ماهواره‌ای سیریوس، MyFord Touch (2015) یا SYNC 3 (معرفی شده در سال ۲۰۱۶) سیستم اطلاعات سرگرمی با صفحهٔ لمسی چندرسانه‌ای با صفحه نمایش ال‌سی‌دی رنگی ۸ اینچی، ادغام گوشی‌های هوشمند، ادغام اپلیکیشن، پشتیبانی از کارپلی اَپل و اندروید اوتو (معرفی شده در سال ۲۰۱۷)، Sirius XM Travel Link، رادیو HD، و اسلات کارت microSD، به علاوهٔ کنترل صوتی پیشرفته. ناوبری GPS، سیستم صوتی درجهٔ یک با ۹ بلندگو، یا سیستم صدای فراگیر Shaker Pro با دوازده بلندگو ک به‌عنوان آپشن ارائه شده بودند.

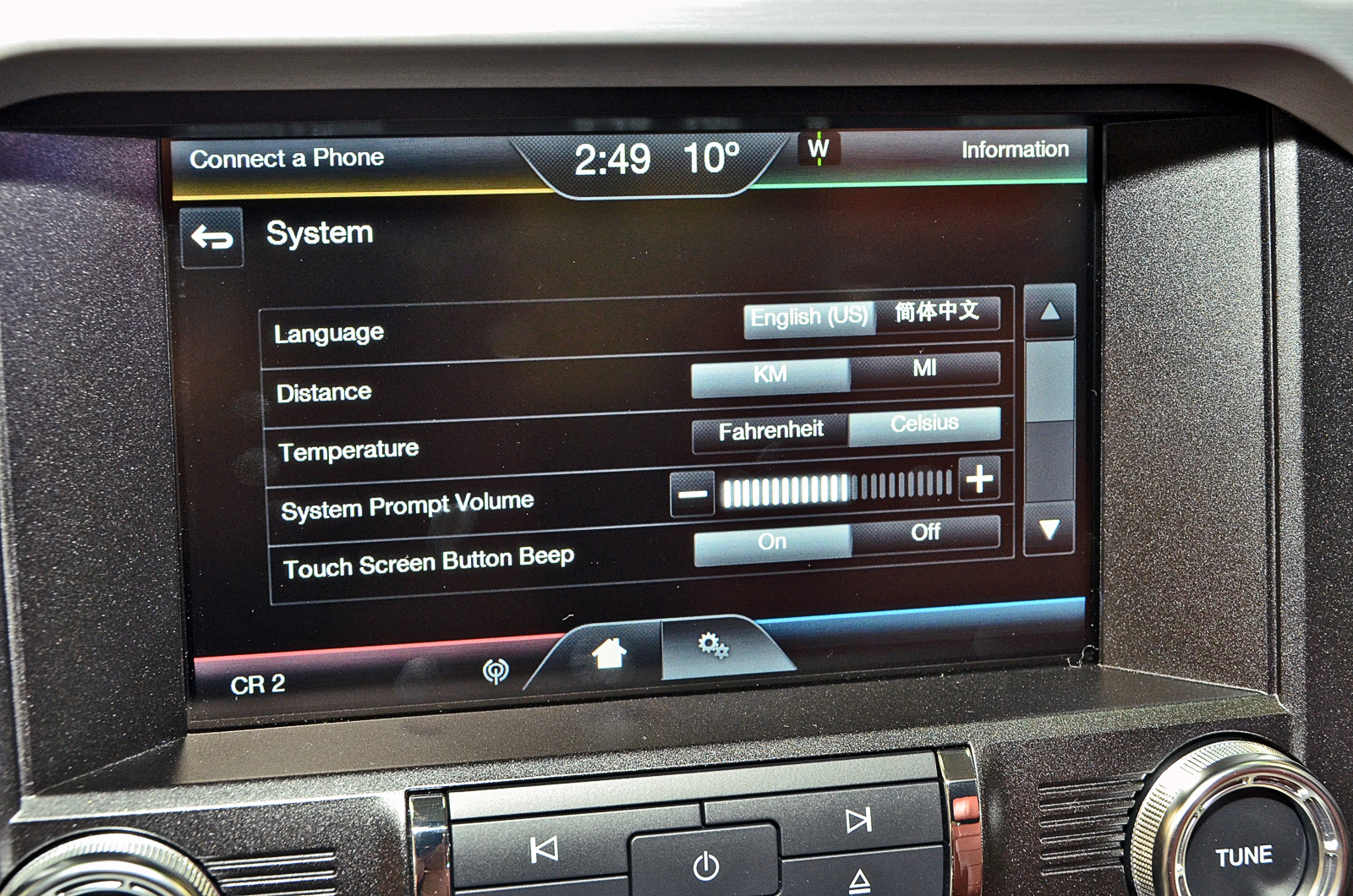
RHD ارتباطی ماستَنگ SYNC 2 (Ford MyTouch) بدون ناوبری
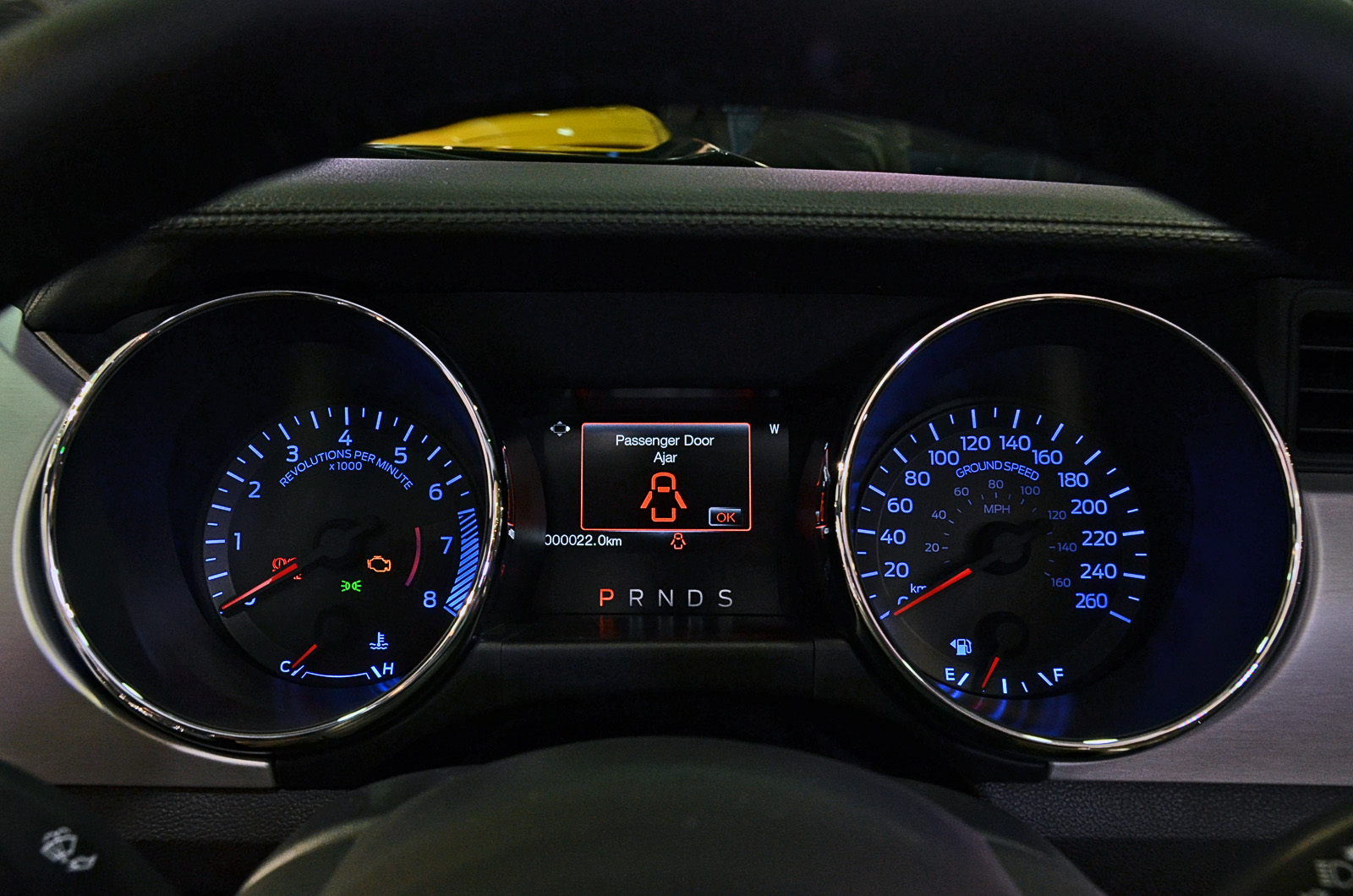
ابزار دقیق راهنمای RHD ماستَنگ
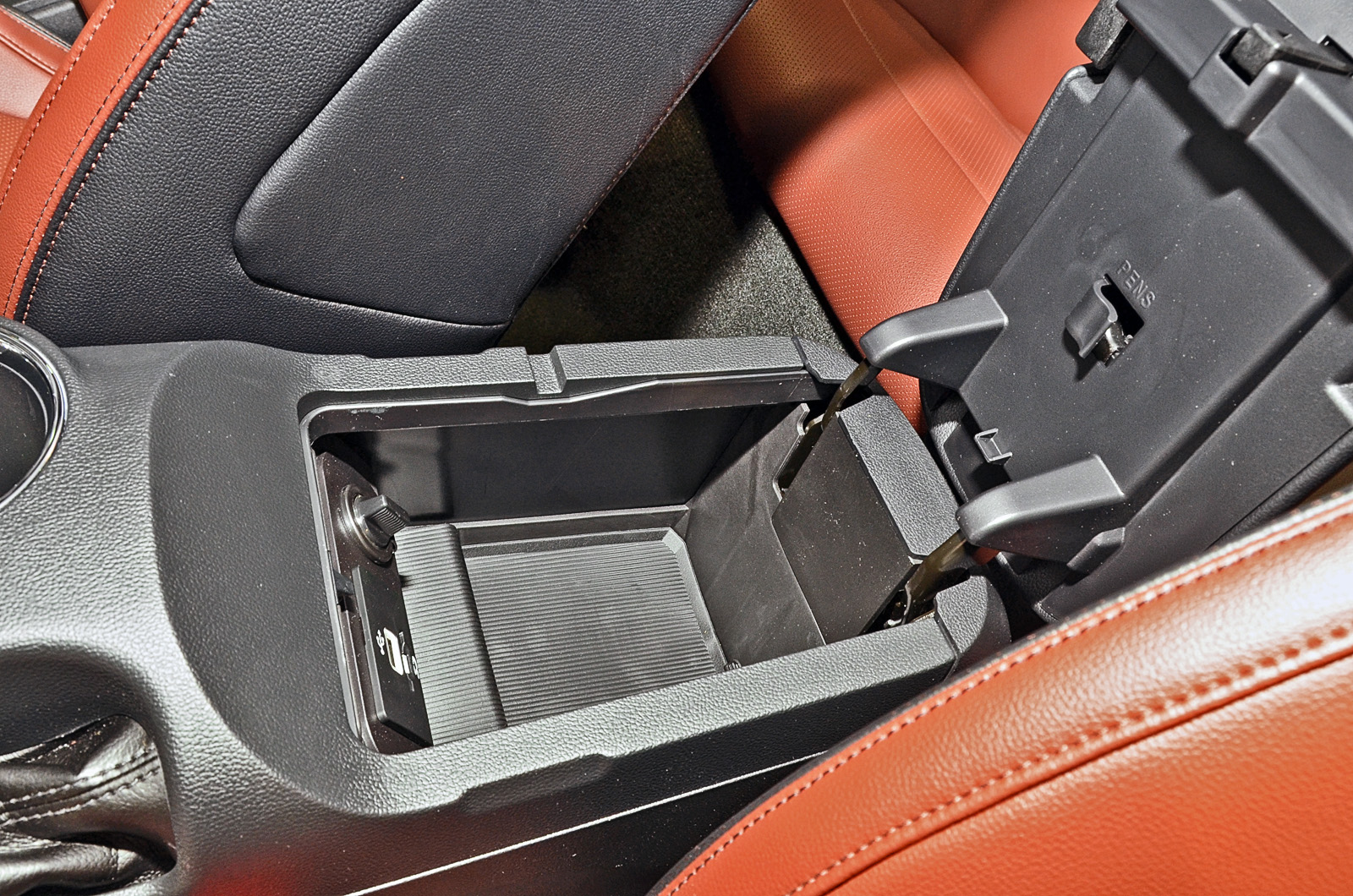
پورت یواس‌بی، جک کمکی ۳٫۵ میلی‌متری و اسلات کارت اس‌دی در فضای ذخیره‌سازی کنسول مرکزی ماستَنگ

## مدل‌ها

### شلبی جی‌تی۳۵۰ (۲۰۱۵–۲۰۲۰)

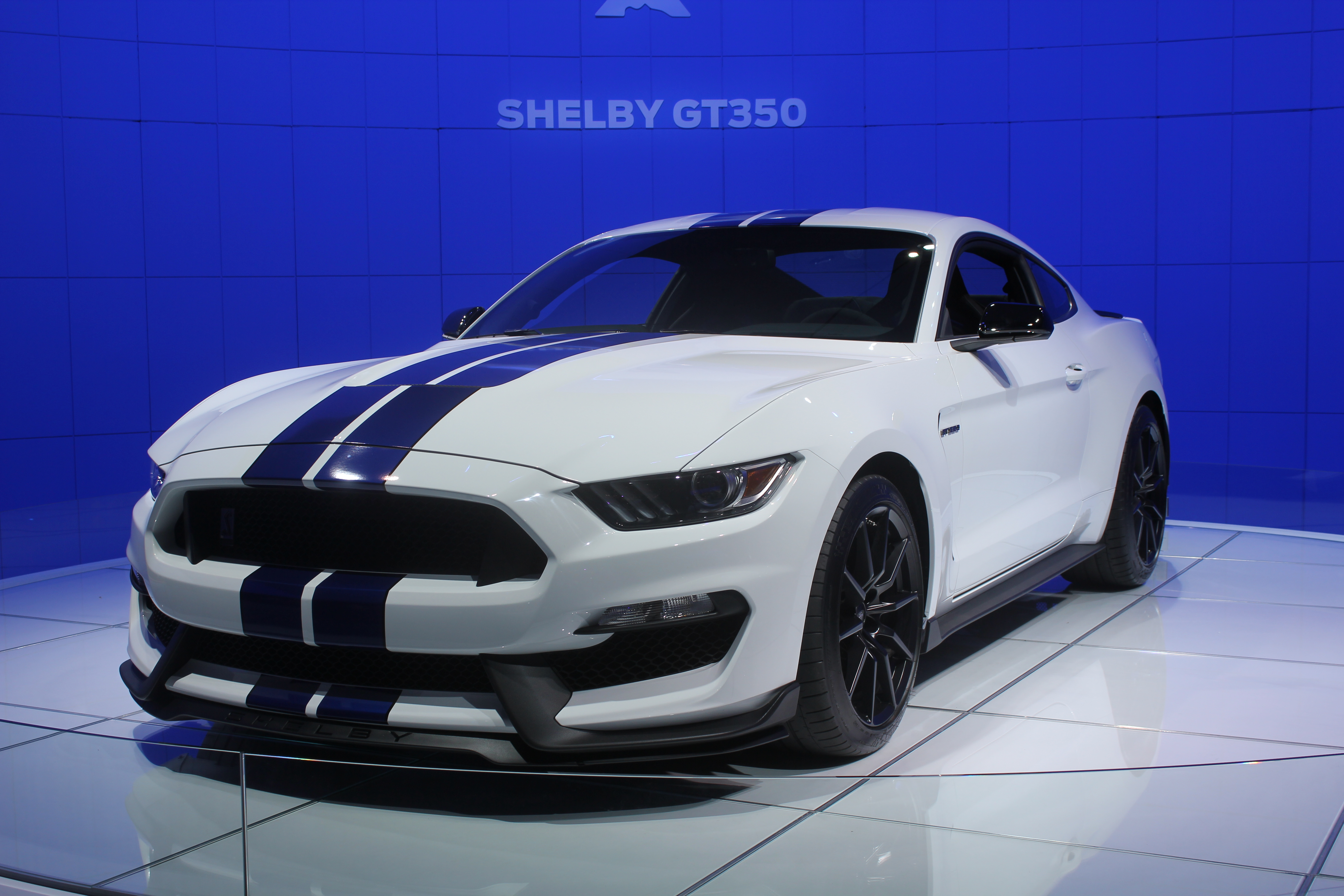
نمای جلویی

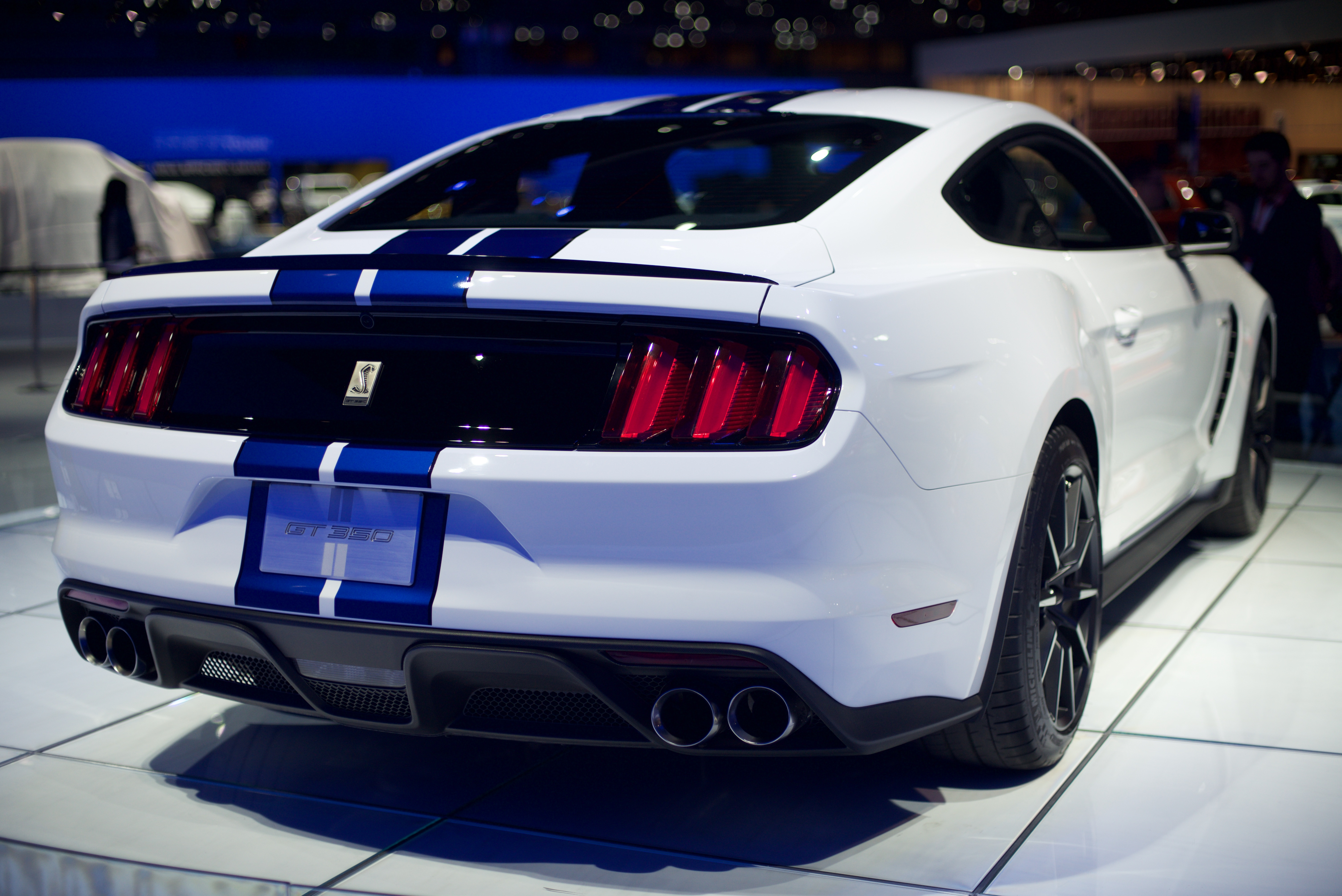
نمای عقب

برای سال ۲۰۱۵، جی‌تی۳۵۰ با موتور ۵٫۲ لیتری Flat Plane Crank V8 با ۵۲۶ اسب بخار (۳۹۲ کیلووات) عرضه شد.

گزینه‌های اضافی مانند چرخ‌های آلیاژی بزرگ‌تر، سامانه ناوبری، سنسورهای پشتیبان عقب، دوربین پشتیبان عقب، نظارت بر نقاط کور، سیستم امنیتی، سیستم صوتی ممتاز SHAKER PRO صدای فراگیر، سطوح صندلی چرم ممتاز و چراغ‌های جلو HID در دسترس هستند. رنگ داخلی به طرح رنگ داخلی مشکی استاندارد محدود شد.

### بولیت (۲۰۱۹–۲۰۲۰)

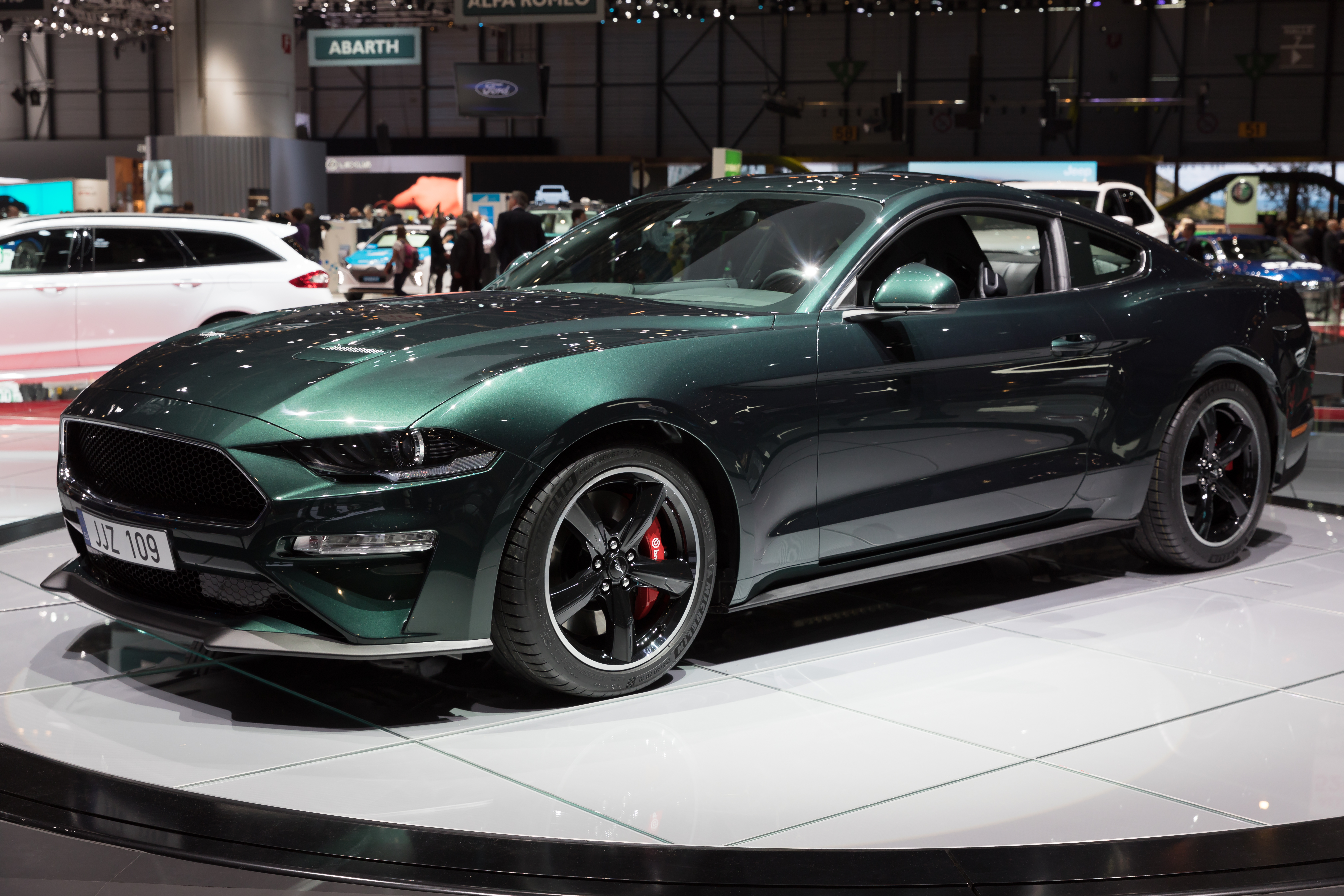
ماستَنگ بولیت ۲۰۱۹

به مناسبت پنجاهمین سالگرد ساخت فیلم بولیت، فورد در نمایشگاه بین‌المللی خودرو آمریکای شمالی (NAIAS) 2018 از جدیدترین نسخهٔ بولیت ماستَنگ جی‌تی رونمایی کرد. این رونمایی توسط مولی مک کوئین، نوهٔ استیو مک‌کوئین ارائه شد. مانند خودروی اصلی ۱۹۶۸، این ماستَنگ در رنگ سبز هایلند تیره و همچنین در رنگ مشکی عرضه شد. علاوه بر این، این خودرو دارای گرافیک پنل ابزار سفارشی، دوخت داشبورد، الگوی صندلی و صندلی‌های ریکارو اختیاری بود. گیربکس شش سرعتهٔ دستی تنها گیربکس موجود در این مدل است. تولید به حدود ۸۰۰۰ دستگاه در سال ۲۰۱۹ و ۳۵۰۰ دستگاه در سال ۲۰۲۰ محدود شد.

### ماخ ۱ (۲۰۲۱–۲۰۲۳)
ماخ ۱ به عنوان مدل ۲۰۲۱ بازگشت و از موتور هشت سیلندر پنج لیتری «کایوتی» جی‌تی با تولید ۴۸۰ اسب بخار (۳۵۸ کیلووات) استفاده می‌کند.

## فروش
در سال ۲۰۱۶، حدود ۲۵ درصد فروش در نیمهٔ نخست سال به ناوگان خودروهای اجاره‌ای و شرکتی اختصاص یافت.

### بر پایهٔ منطقه
| مدل سال | ایالات متحده | کانادا | اروپا  | چین   | استرالیا | آمریکای لاتین | کل جهانی |
| ------- | ------------ | ------ | ------ | ----- | -------- | ------------- | -------- |
| ۲۰۱۵    | ۱۲۲٬۴۳۹      | ۶۹۳۳   | ۴۸۸۹   | ۵٬۶۲۲ | ۱۲۱      | –             | ۱۴۰۰۰۴   |
| ۲۰۱۶    | ۱۰۵٬۹۳۲      | ۷٬۶۵۵  | ۱۵٬۲۰۴ | ۳٬۱۲۶ | ۶۲۰۸     | –             | ۱۳۸٬۱۲۵  |
| ۲۰۱۷    | ۸۱٬۸۶۶       | ۸٬۳۴۸  | ۱۳٬۲۴۱ | ۴۲۲۵  | ۹٬۱۶۵    | ۳۳۹           | ۱۲۵۸۰۹   |
| ۲۰۱۸    | ۷۵٬۸۴۲       | ۸٬۰۵۵  | ۹٬۸۵۱  | ۳٬۱۷۳ | ۶٬۴۱۲    | ۲۹۱۱          | ۱۱۳٬۰۶۶  |
| ۲۰۱۹    | ۷۲٬۴۸۹       | ۷٬۶۲۸  | ۱۰٬۰۷۱ | –     | ۳٬۹۴۸    | ۱٬۸۷۸         | ۱۰۲٬۰۹۰  |
| ۲۰۲۰    | ۶۱٬۰۹۰       | ۴۶۳۶   | ۷٬۴۹۵  | –     | ۲٬۹۲۳    | ۱۰۲۱          | ۷۷٬۱۶۵   |
| ۲۰۲۱    | ۵۲٬۴۱۴       | ۴٬۲۲۴  | ۳٬۸۶۵  | –     | ۲٬۸۲۷    | ۱٬۱۴۳         | ۶۴٬۴۷۳   |
| ۲۰۲۲    | ۴۷۵۶۶        | ۳٬۸۰۸  | ۳۲۰۰   | –     | ۱٬۸۸۷    | ۱٬۱۶۶         | ۵۷٬۶۲۷   |
| ۲۰۲۳    |              |        |        |       |          |               |          |

## تولید
فورد ماستَنگ ۲۰۱۵ تولید خود را در کارخانهٔ فلت‌راک، میشیگان در روز دوشنبه ۱۴ ژوئیهٔ ۲۰۱۴ آغاز کرد. تولید فلت‌راک ماستَنگ ابتدا برای ۱۱ اوت ۲۰۱۴ برنامه‌ریزی شده بود که به‌دلایلی نامشخص، ۴ هفته به جلو کشیده شد. عرضهٔ ماستَنگ ۲۰۱۵ در بازار ایالات متحده در ۱۵ سپتامبر ۲۰۱۴ برای کوپه و ۲۷ اکتبر ۲۰۱۴ برای مدل کانورتیبل برنامه‌ریزی شده بود.
تولید نسل ششم ماستَنگ در ۶ آوریل ۲۰۲۳ در کارخانهٔ مونتاژ فلت‌راک به پایان رسید

## جوایز
- فهرست ۱۰ خودروی برتر کار اند درایور ' سال ۲۰۱۷ (مدل شلبی جی‌تی۳۵۰/جی‌تی۳۵۰آر).[۲۳]
- فهرست ۱۰ خودروی برتر کار اند درایور ' سال ۲۰۱۹ (مدل‌های جی‌تی و بولیت).[۲۴]
- فهرست ۱۰ خودروی برتر ' کار اند درایور در تمام دوران (GOAT) در سال ۲۰۲۰ (مدل شلبی جی‌تی۳۵۰/جی‌تی۳۵۰آر).[۲۵]